# Ictinogomphus fraseri
Ictinogomphus fraseri là loài chuồn chuồn trong họ Gomphidae. Loài này được Kimmins mô tả khoa học đầu tiên năm 1958.